# La síndrome del paradís
"La síndrome del paradís" (títol original en anglès "The Paradise Syndrome") és el tercer episodi de la tercera temporada de la sèrie de televisió de ciència-ficció estatunidenca Star Trek. Escrit per Margaret Armen i dirigit per Jud Taylor, es va emetre per primera vegada el 4 d'octubre de 1968.
A l'episodi, un dispositiu alienígena en un planeta primitiu esborra la memòria del capità Kirk, i comença una nova vida amb els indígenes del planeta inspirats en els nadius americans.

## Argument
El capità Kirk, primer oficial Spock i el cap mèdic Dr. McCoy es transporten a la superfície d'un planeta semblant a la Terra, des del qual han de desviar un asteroide que s'acosta. Descobreixen un obelisc amb marques estranyes i observen un assentament els habitants del qual, segons Spock, descendeixen dels nadius americans (Mohican, Navaho i Delaware) . Kirk, mentre que els altres no el veuen, cau per una trampa a l'obelisc, on un raig el deixa inconscient. Spock i McCoy no poden localitzar Kirk i tornar a la nau estel·lar de la Federació USS Enterprise per completar la seva missió.
Kirk es desperta amb amnèsia, i un parell de dones, inclosa Miramanee, la sacerdotessa tribal, que veuen Kirk sortir del seu "temple". És aclamat com un déu i portat de tornada al seu poble, on els ancians tribals demanen proves de la divinitat de Kirk. En aquell moment, porten un nen ofegat. Salish, home medicina, declara el nen mort, però Kirk fa servir la reanimació boca a boca per reanimar-lo. Els ancians accepten Kirk com a déu, obligant a Salish a cedir la seva posició a Kirk.
Mentrestant, Spock, prenent el comandament de l' Enterprise, la condueix a la màxima velocitat de curvatura per vèncer l'asteroide que s'acosta fins al punt de desviació. Tanmateix, després d'haver empès els motors molt més enllà dels seus límits normals, no queda molta energia per desviar l'asteroide. Els deflectors de la nau donen lloc a un canvi de només 0,0013 graus en el seu curs, i Sulu diu a Spock que no és suficient per evitar la col·lisió amb el planeta. Un intent de tallar l'asteroide com un diamant utilitzant els fasers de la nau falla, i l'intent danya el motor de curvatura més enllà de la capacitat de reparació de Scotty. Després d'haver esgotat les seves opcions, l' Enterprise torna al planeta amb força impuls per intentar recuperar el capità Kirk i cercar una altra solució al problema dels asteroides. El viatge durarà 59 dies i, segons el Sr. Spock, "aquest asteroide estarà quatre hores darrere nostre en tot el camí".
Seguint la tradició que la sacerdotessa de la tribu i el cap de la medicina es casen, Miramanee rebutja Salish per Kirk. Kirk s'enamora més profundament de Miramanee, encara que perseguit a la nit pels somnis de persones amb qui creu que hauria d'estar. La Miramanee li diu alegrement a Kirk que està embarassada.
A mesura que l' Enterprise s'acosta al planeta, Spock aconsegueix desxifrar parcialment les marques de l'obelisc. És un deflector d'asteroides construït pels "Preservadors", una antiga raça que va reassentar diverses poblacions humanoides en perill d'extinció en altres planetes per tal d'assegurar-ne la supervivència. Spock sospita que el deflector ha funcionat malament.
A mesura que l'asteroide s'acosta al planeta, el cel s'enfosqueix, rugeixen els trons i bufen forts vents. Els ancians li diuen a Kirk que ha d'anar al temple per aturar la tempesta. Mentre Kirk colpeja infructuosament el costat de l'obelisc, exigint que se li obri, la tribu es gira en contra d'ell. Comencen a apedregar-lo a ell i a Miramanee. Spock i McCoy es materialitzen, espantant els vilatans. Spock utilitza una fusió mental vulcaniana per recuperar els records de Kirk, mentre que McCoy atén les ferides de Miramanee. Kirk és capaç d'obrir la trampa al "temple" pronunciant els tons correctes per obrir-lo, i Spock activa el deflector amb minuts de sobra. McCoy li diu a Kirk que Miramanee no sobreviurà. Ella mor als seus braços, i ell es lamenta.

## Doblatge al català
L’episodi va ser doblat al català pels estudis Tecni-3 (primera part) i Diálogo (segona part) i emés a TV3 l’any 1989.
| Personatge                | Actor/actriu     | Veu en català                      |
| ------------------------- | ---------------- | ---------------------------------- |
| James T. Kirk             | William Shatner  | Jordi Boixaderas                   |
| Spock                     | Leonard Nimoy    | Isidre Sola i Llop                 |
| Leonard McCoy             | DeForest Kelley  | Eduard Lluís Muntada               |
| Montgomery Scott 'Scotty' | James Doohan     | Joan Carles Gustems Domènec Farell |
| Nyota Uhura               | Nichelle Nichols | Glòria Roig Azucena Díaz           |
| Pavel Chekov              | Walter Koenig    | Quim Roca Pep Madern               |
| Hikaru Sulu               | George Takei     | Jaume Nadal Enric Cusí             |
| Christine Chapel          | Majel Barrett    | Ana Maria Mauri Rosa Gavin         |
| Miramanee                 | Sabrina Scharf   | Maribel de Soto                    |
| Goro                      | Richard Hale     | Alfred Lucchetti                   |
| Salish                    | Rody Solari      | Jaume Comas                        |

## Producció
Els informes diaris de producció de Paramount Television registren que aquest episodi es va rodar als escenaris de Gower de Paramount els dies 11, 17 i 18 de juny de 1968 i a l'Upper Franklin Canyon Reservoir, Califòrnia, per a les escenes del planeta del 12 al 14 de juny de 1968.

## Recepció
L'autor Jon Davidson al seu lloc web de televisió i pel·lícules de ciència-ficció va puntuar aquest episodi amb un 7 sobre 10, assenyalant "mentre que la presència dels nadius americans en un altre planeta paral·lel de la Terra només s'explica breument, La síndrome del paradís ofereix una subtrama de romanç convincent per compensar qualsevol aspecte qüestionable de ciència-ficció."
El 2015, la revista Wired va suggerir que aquest episodi es podia ometre a la seva guia de maratons per a la sèrie original.
El 2017, Screen Rant va valorar la història d'amor entre Kirk i Miramanee com la sisena millor història d'amor a Star Trek.
El 2019, Nerdist va incloure aquest episodi a la seva guia de marató de sèries "El millor de Kirk".
El 2024, Hollywood.com va classificar La síndrome del paradís al número 74 dels 79 episodis de la sèrie original.

## Llançaments
Aquest episodi es va publicar al Japó el 21 de desembre de 1993 com a part del conjunt complet de LaserDisc de la temporada 3, Star Trek: Original Series log.3. També es va incloure un tràiler d'aquest i dels altres episodis, i l'episodi tenia pistes d'àudio en anglès i japonès. The cover script was スター・トレック TVサードシーズン
Aquest episodi s'ha inclòs a la caixa del DVD remasteritzat de la temporada 3 de TOS, amb la versió remasteritzada d'aquest episodi.